# Ведьмин шар

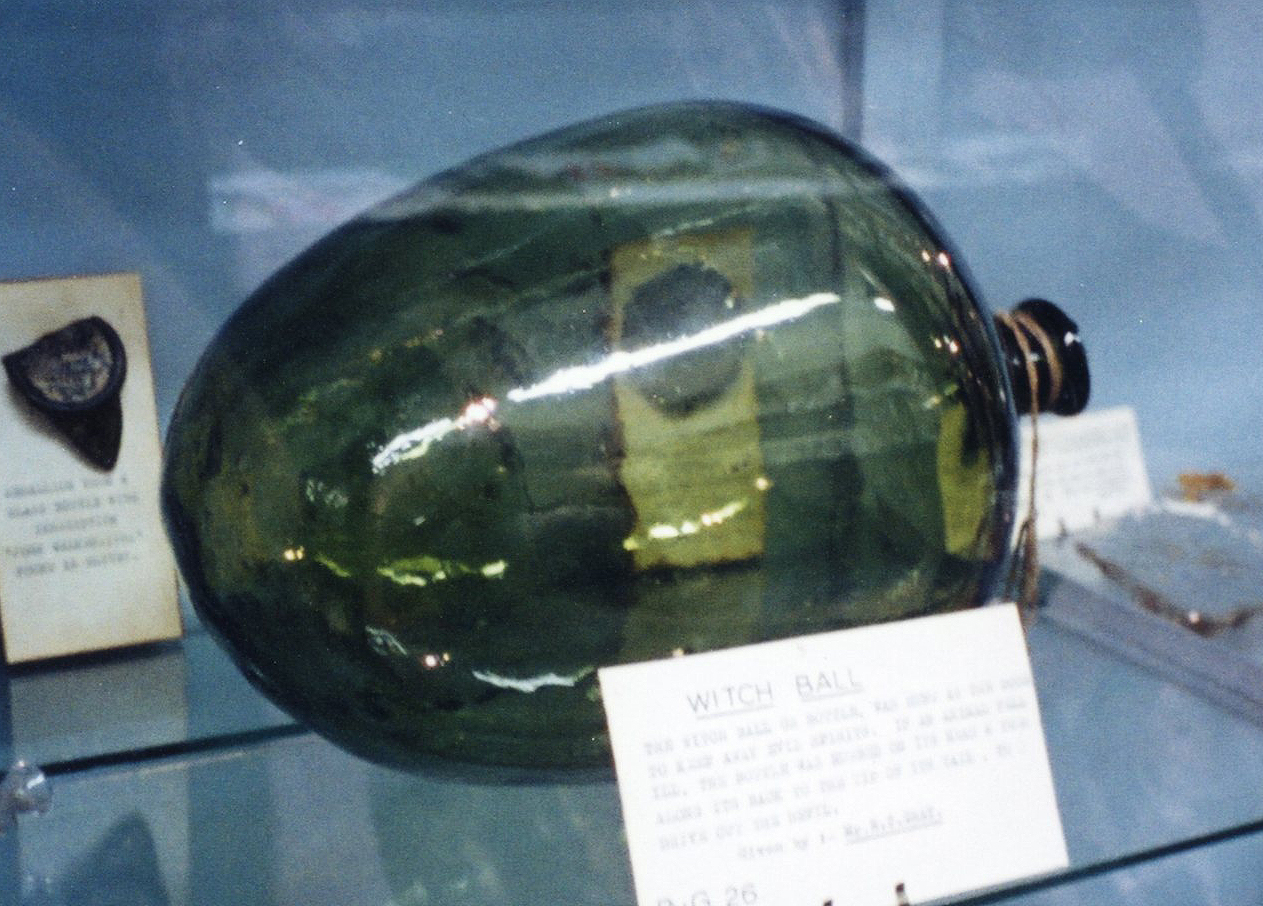
Старинный экземпляр ведьминого шара

Ве́дьмин шар (англ. witch ball) — «оберег» от «ведьм» и «сглаза», исторически пользовавшийся популярностью в англоязычных странах. Обычно представляет собой полый сосуд из зелёного или синего стекла. Как правило, сосуд оставляли пустым, но он также мог быть заполнен святой водой или солью.
Веками ведьмины шары выдувались вручную тем же стеклодувами, которые изготовляли и бутылки, и зачастую из такого же стекла. По этой причине сохранившиеся старинные образцы ведьминых шаров по форме могут представлять собой нечто среднее между шаром и бутылкой. Многие шары производились стекольным заводом Nailsea около Бристоля; с XIX века их производство существовало и на территории США.

## Обычаи и традиции

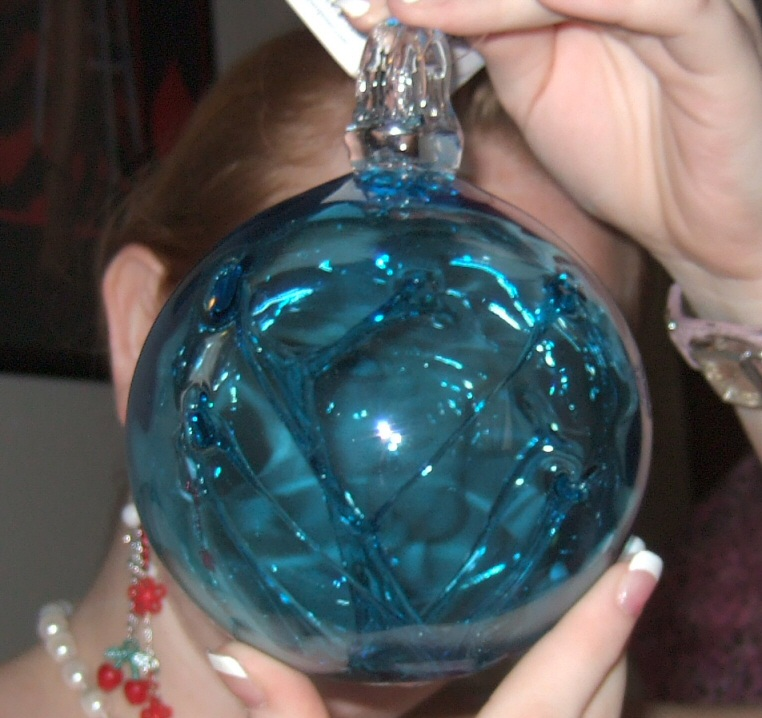
Современный (сувенирный) экземпляр

Суеверие относительно ведьминых шаров состояло в том, что они способны «улавливать» «ведьм» и «злых духов», которые, привлечённые ярким цветом стекла, залезают в шар и не могут выбраться обратно. Поэтому ведьмины шары обычно вешали на окнах домов, около дверей, под каминной полкой (считалось, что ведьмы могут проникнуть в дом через дымоход) или на чердаке на стропилах. Они служили оберегом, защищающим дом от проникновения злых сил.
Суеверия, связанные с ведьмиными шарами, известны в Англии с XVIII века, но могли существовать и ранее. В США использование таких шаров в качестве оберегов отмечалось вплоть до начала XX века, после чего они окончательно превратились в сувенир. Сегодня сохранившиеся ведьмины шары XIX столетия рассматриваются, как предмет коллекционирования.
Существует точка зрения, что ёлочные шары, используемые для украшения новогодней ёлки, произошли от ведьминых шаров, хотя доказательств этой версии недостаточно. Процесс, в ходе которого ведьмины шары из оберегов, выставляемых в окнах, превратились в ёлочные игрушки, точно не известен; возможно, украшая ими рождественские деревья, люди хотели отогнать от них духов в это особенное время года.